# Ixamatus
Ixamatus es un género de arañas migalomorfas de la familia Nemesiidae. Se encuentra en Australia en Queensland y Nueva Gales del Sur. 

## Lista de especies
Según The World Spider Catalog 14.0:
- Ixamatus barina Raven, 1982
- Ixamatus broomi Hogg, 1901
- Ixamatus caldera Raven, 1982
- Ixamatus candidus Raven, 1982
- Ixamatus fischeri Raven, 1982
- Ixamatus lornensis Raven, 1985
- Ixamatus musgravei Raven, 1982
- Ixamatus rozefeldsi Raven, 1985
- Ixamatus varius (L. Koch, 1873)
- Ixamatus webbae Raven, 1982